# Nyctalus montanus
Nyctalus montanus es una especie de murciélago de la familia Vespertilionidae.

## Distribución geográfica
Se encuentra en Afganistán, India y Nepal.